# Better By You, Better Than Me
«Better By You, Better Than Me» es una canción de la banda británica de hard rock y rock progresivo Spooky Tooth, escrita por Gary Wright para su segundo disco de estudio Spooky Two de 1969. En el mismo se lanzó como único sencillo del álbum, que a su vez se convirtió en el primero de la banda.
En 1978 la banda de heavy metal Judas Priest realizó una versión para su álbum Stained Class, el cual doce años más tarde encararon a la justicia estadounidense tras el suicidio de un par de fanáticos.

## Músicos
- Gary Wright: teclados y voz
- Mike Harrison: teclados y voz
- Luther Grosvenor: guitarra
- Greg Ridley: bajo
- Mike Kellie: batería

## Versión de Judas Priest
En 1978 Judas Priest grabó una versión para el disco Stained Class, de donde se extrajo como su único sencillo y que se publicó en enero del mismo año. A diferencia de sus otros sencillos lanzados previamente, su portada contó con la banda vestida completamente de cuero, que se convirtió en la primera imagen pública de Judas Priest con dicha vestimenta. A doce años desde su publicación la agrupación fue demandada por una corte de los Estados Unidos por supuestos mensajes subliminales incluidas en la canción y que fueron consideradas como la causante del suicidio de dos jóvenes fanáticos. (para más información véase Stained Class)

### Lista de canciones
| N.º | Título                          | Escritor(es)          | Duración |  |
| 1.  | «Better By You, Better Than Me» | Wright                | 3:24     |  |
| 2.  | «Invader»                       | Halford, Hill, Tipton | 4:16     |  |

### Músicos
- Rob Halford: voz
- Glenn Tipton: guitarra eléctrica
- K.K. Downing: guitarra eléctrica
- Ian Hill: bajo
- Les Binks: batería